# Nomada alpigena
Nomada alpigena là một loài Hymenoptera trong họ Apidae. Loài này được Schwarz, Gusenleitner & Mazzucco mô tả khoa học năm 1999.